# 山梨県馬術競技場
山梨県馬術競技場（やまなしけんばじゅつきょうぎじょう）は、山梨県北杜市小淵沢町にある日本有数の規模を誇る馬術競技場である。

## 概要
1983年（昭和58年）に開設され、1986年（昭和61年）の第41回国民体育大会（かいじ国体）での馬術競技を開催した。2026年の第80回国スポも開催予定。その後は国際大会、全日本大会等、年間を通して多くの日本馬術連盟主催・公認大会が開催されている。また、総合馬術は毎年同競技場にて全日本大会が行われている。
現在でも全国から年間1000頭を越える馬が行き来しており、また200頭にもなる小淵沢に暮らす馬とクラブの中心的役割を担う施設として、利用・運営されている。
毎年7月最終土曜日、もしくは8月第一土曜日には八ヶ岳ホースショーinこぶちさわが開催される。

## 沿革
- 1983年（昭和58年）- 開設
- 1986年（昭和61年）- 第41回国民体育大会の馬術競技を開催
- 2018年（平成30年）3月29日 - 新厩舎とホースマネージャー棟が竣工[3]
- 2026年- 第80回国民スポーツ大会の馬術競技を開催予定[4]

## 施設

### 障害飛越競技場
競技場内最大のメイン馬場であり、国際競技適応の障害飛越用馬場になっている。障害馬術以外でも練習用馬場と共にウェスタン競技や大きな大会のメイン会場として使用されている。また、様々なゲストに対応可能な屋内観覧席も備えている。
- 障害飛越馬場：7150m2（110m×65m）
- 同練習用馬場：5520m2（92m×60m）
- 審判棟：1棟

### 馬場馬術競技場
馬場馬術専用の馬場で国際競技に対応している。応援、観覧は馬場周囲にて可能。
- 馬場馬術馬場：3600m2（60m×60m|）
- 同練習用馬場：2400m2（60m×40m）
- 審判ボックス：1棟

### 屋内馬場
鉄筋平屋建ての屋内馬場で雨天時のトレーニングや様々なイベントにも使用されている。
- 屋内練習用馬場：鉄筋平屋建1棟（1750㎡）

### 野外騎乗・クロスカントリーコース
約1kmの平地走行路と約5kmに及ぶ森林野外走行路がある。野外走行路は起伏に富んでおり、クロスカントリー競技を行うのに適している。なお、エンデュランス馬術競技を行う際は牧場の郷トレッキングコースなどもコースとなる。また、水濠などの障害も備えている。
- 平地走行路：土・約1000m
- 野外走行路：土、芝・約5000m

### 厩舎
収容数350頭を越える全国最大規模の厩舎となっている。
- 本厩舎：軽量鉄筋平屋建（計20馬房）
- 新厩舎：鉄骨平屋建（計150馬房）
- 厩舎D（外来厩舎）：鉄骨平屋建4棟（計136馬房）
- 厩舎E・F（外来厩舎）：鉄骨平屋建（計28馬房）
- 厩舎G（外来厩舎）：鉄骨平屋建（計50馬房）

### その他
- 馬匹診療所：1棟
- 温泉施設：1棟
- 事務所：1棟
- ホースマネージャー棟：1棟
- 牧草地・放牧場：3か所（計5ha）

## 主な大会実績
（）内は開催年、記載なしは複数回開催されているもの
- 日本馬術連盟主催[2]
  - 全日本総合馬術大会
  - 全日本馬場馬術大会（2000年）
  - 全日本エンデュランス馬術大会（2008年[6]）
  - 全日本ダービー選手権大会
  - 全日本ヤング総合馬術大会
  - 全日本ジュニア総合馬術大会
  - 全日本ジュニア障害馬術大会
- 日本社会人団体馬術連盟主催
  - 日韓社会人親善馬術大会（2003年[2]）
  - 全日本社会人馬術選手権大会[7]
- 全日本学生馬術連盟主催
  - 全日本学生馬術大会（2018年[8]）
- 全日本高等学校馬術連盟主催
  - 全日本高等学校馬術競技大会（2007年[2]）
- 山梨県馬術連盟・長野県馬術連盟主催
  - 甲信馬術大会[9]
- 山梨県馬術連盟主催[10]
  - 山梨県体育祭
  - 山梨県少年馬術選手権大会
- 東京都馬術連盟主催（馬事公苑が2020年東京オリンピック・パラリンピックのための会場整備により休苑となっているため[11]）
  - オリンピック記念馬術大会（2017年[12]・2018年[13]）
  - 東京障碍飛越選手権（2017年[12]・2018年[13]）
- 山梨県馬事振興センター主催
  - 山梨グランプリ（2018年度は山梨県馬術競技場厩舎等竣工記念大会（2018山梨グランプリ）として開催）[9]

## 主な合宿実績
- 日本馬術連盟・総合馬術ナショナルチーム及びジュニアチームの強化合宿[2]
- 日本馬術連盟総合馬術プサンアジア大会候補選手強化合宿（2002年5月）[2]

## アクセス
鉄道
- JR中央本線・小海線小淵沢駅下車。
  - 駅より徒歩25分。
  - 駅よりバス利用の場合、北杜市民バス北部巡回線・小淵沢巡回線リゾナーレ北バス停より徒歩5分、スパティオ小淵沢バス停より徒歩10分。
  - 駅よりタクシー利用の場合は5分。なお、小淵沢駅にはタクシープールがあり常にタクシーが待機している。

自動車の場合
- 中央自動車道小淵沢ICより5分